# El Acebo

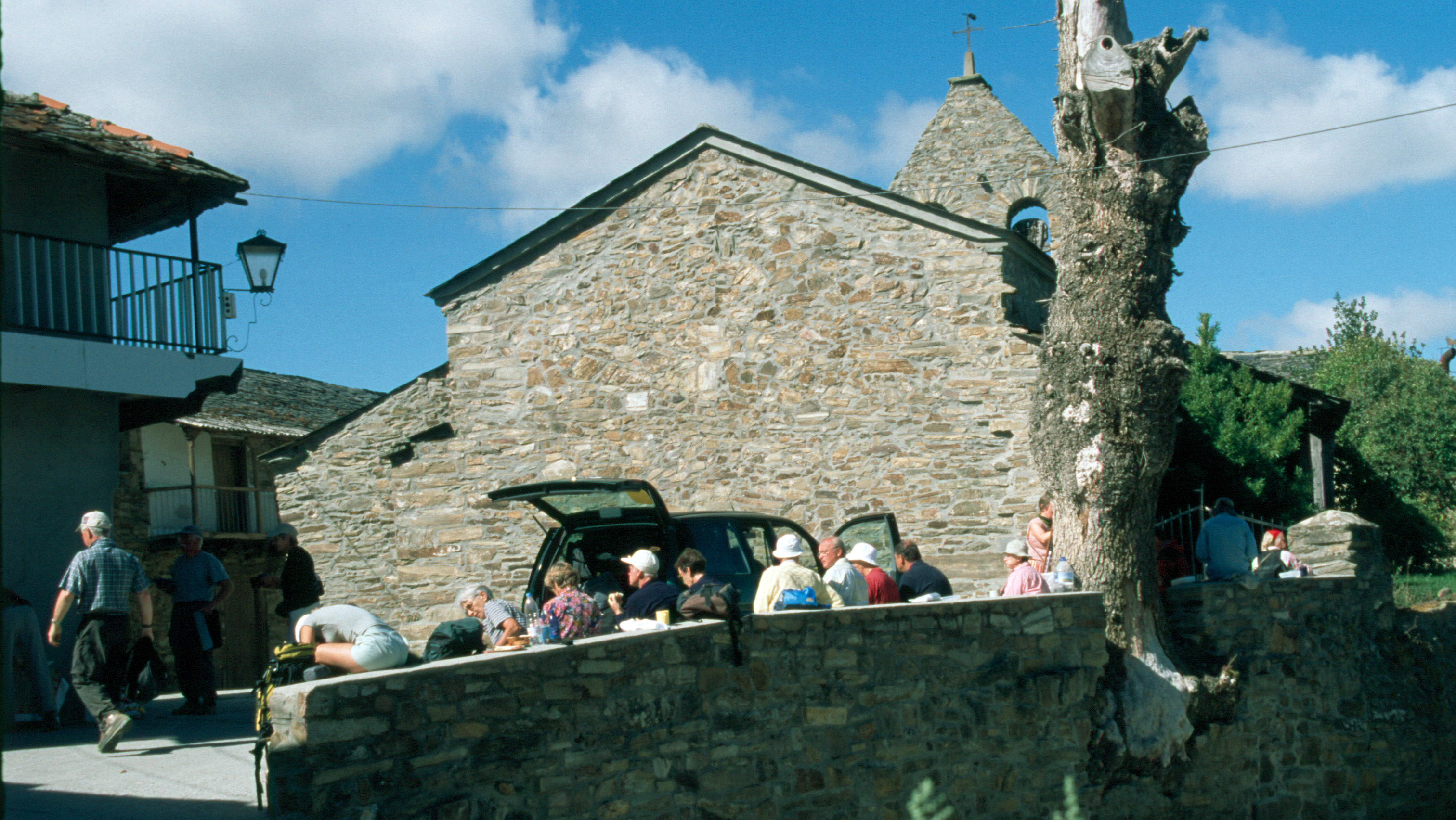
El Acebo

El Acebo è una località della Spagna, situata nella comunità autonoma di Castiglia e León. È una frazione di Molinaseca, da cui dista circa 8,5 km, e si trova a circa 1200 m di altitudine, sul percorso del Camino Francés.
Sulla via che conduce a Santiago di Compostela si trova a poco meno di 10 km dalla Cruz de Hierro da cui si arriva percorrendo una lunga discesa, che poi prosegue sino a Molinaseca. 
È già menzionata in scritti nel XII secolo ed all'ingresso del villaggio vi è la famosa "Fuente de la Trucha". La chiesa parrocchiale ha un'immagine romanica di San Giacomo .